# Karaginskigolf
De Karaginskigolf (Russisch: Карагинский залив; Karaginski zaliv) is een brede golf in de Beringzee voor de noordoostelijke kust van het Russische schiereiland Kamtsjatka, die tot 117 kilometer diep het land insnijdt. De diepte van de golf varieert tussen de 30 en 60 meter. De grootste landmassa in de golf is het Karaginski-eiland, dat door de Straat van Litke (breedte: 21 tot 72 kilometer) wordt gescheiden van Kamtsjatka. Een ander eiland in de golf is Verchotoerov. De kusten rond de golf zijn rotsachtig en grillig. Vele rivieren wateren af op de golf. De golf is van december tot juni bedekt met ijs.